# Francesco Moneti
Francesco Moneti detto "Fry" (Arezzo, 13 febbraio 1969) è un musicista italiano.

## Biografia
Avviato alla musica dal padre, ex chitarrista solista dei Kiks, gruppo beat degli anni sessanta e che poi suonerà il banjo nella Casa del Vento, inizia a studiare il violino e la chitarra.
Durante l'adolescenza suona in alcuni gruppi tra cui gli Inudibili, di cui fanno parte Paolo "Pau" Bruni e Enrico "Drigo" Salvi e che darà vita ai Negrita, e con i Salis (Antonio Salis scriverà poi brani per i Nomadi). Successivamente fonda insieme al padre e ai cugini Lanzi, la Casa del vento, gruppo folk che abbandona nel 1996 insieme a Massimo Giuntini, per entrare nei Modena City Ramblers, ma con il quale continuerà la collaborazione sia in studio che dal vivo.
Nel 2001 recita una piccola parte di musicista irlandese in Gangs of New York di Martin Scorsese e suona nel brano tradizionale irlandese Uncle Tom's Religion nella Colonna sonora.
Nel 2002 contribuisce musicalmente alla realizzazione dell'album Canto di spine - versi italiani del '900 in forma di canzone, degli Altera, prodotto da Franz Di Cioccio della PFM.
Nel 2004 prende parte ad un viaggio musicale e sociale dal nome "Make music not walls", che lo vedrà esibirsi in Palestina dove incontra anche l'allora Presidente dell'Autorità Nazionale Palestinese Yasser Arafat.
Nel 2008 insieme a Davide Morandi, Daniele Contardo e Jason McNiff dà vita al progetto Narrow Men AKA Come Down and Meet the Folks.
Nel 2009 insieme a Daniele Contardo dà vita al duo FryDa. Nello stesso anno partecipa al festival DEscritto di Catania come violinista dell'attrice Lella Costa e al concerto all'Europauditorium di Bologna come componente della band che accompagna Gian Luca Fantelli nello spettacolo "Senza Respiro", con colleghi del calibro di Drigo e Cesare dei Negrita, Matteo Setti di Notre Dame de Paris e Claudio Dirani dei Modà.
Nel 2012 compone insieme a Daniele Contardo, la colonna sonora di "Re Nero", lungometraggio indipendente del regista astigiano Valerio Oldano.
Nel 2013 pubblica l'album intitolato Sul palco all'FBICLUB insieme al musicista Alberto Sanna, l'album è una registrazione del concerto tenutosi il 10 maggio all'FBICLUB di Quartu Sant'Elena con l'aggiunta del pezzo in studio Spiagge bianche. In dicembre suona, insieme alla Casa del vento, come chitarrista dell'icona rock Patti Smith al Palaghiaccio di Milano in occasione dell'evento Women Circle organizzato dall'associazione no profit Oxfam Italia. Nello stesso anno rientra a far parte come membro effettivo nella Casa del Vento e comincia la sua collaborazione col progetto Rezophonic, capitanato da Mario Riso.
Nel 2014 inizia, live e in studio, una collaborazione con i Sonohra, coi quali si esibirà in settembre sul palco dell'Arena di Verona.
Nello stesso anno inizia un tour in duo con Luca Lanzi in cui ripropongono il repertorio della Casa del vento e che verrà celebrato nell'album Né santi, né padroni.

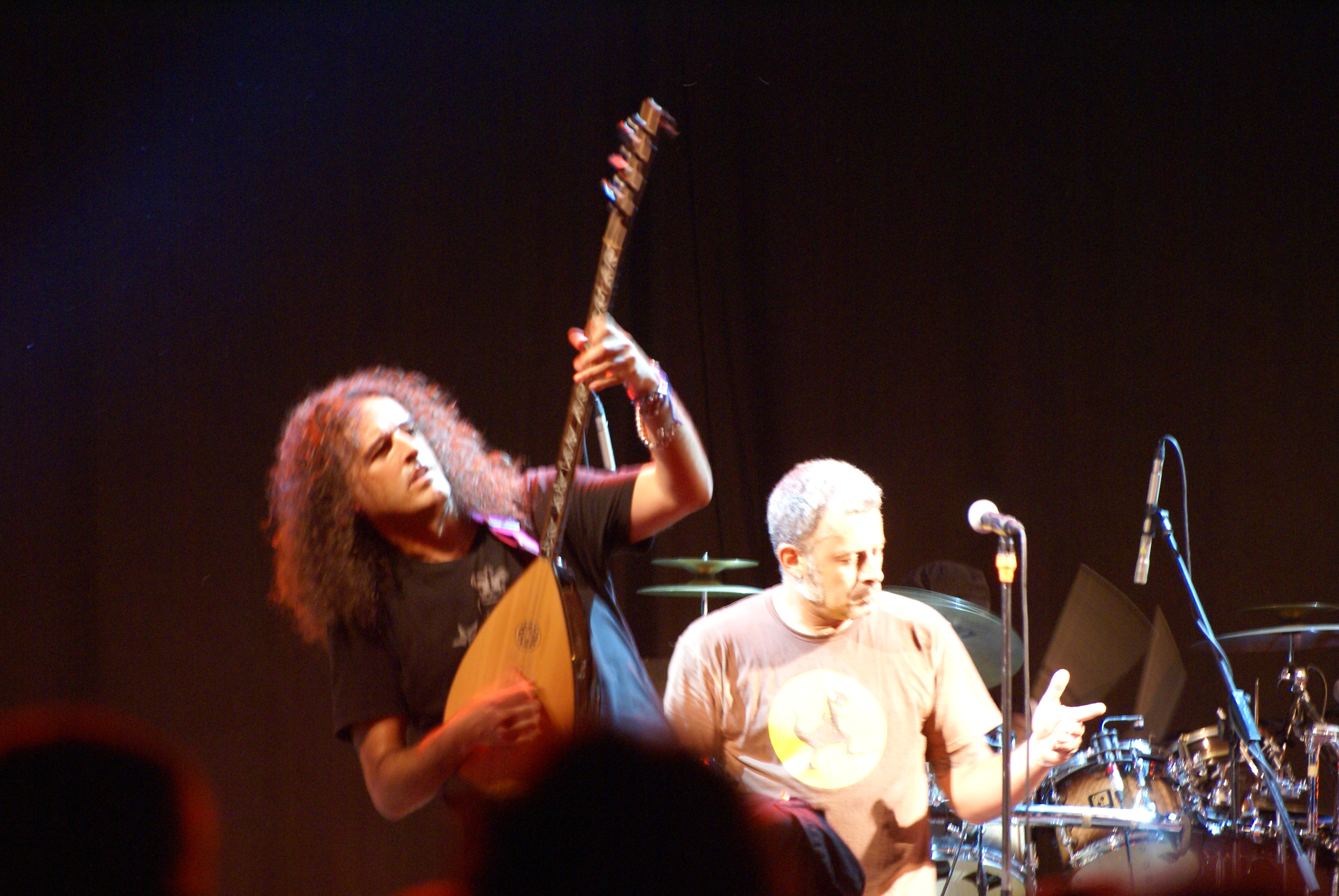
Francesco Moneti al saz, live a "Roma incontra il Mondo", Villa Ada, 18 giugno 2013

Nel 2015 collabora con i Gang in occasione di alcuni concerti di presentazione dell'album Sangue e cenere ed incide delle parti di violino nel brano "Barbara" contenuto nell'album del rapper Piotta.
Nel 2016 partecipa alle registrazioni dell'album Siamo noi quelli che aspettavamo di Marco Cantini.
Nel 2018 prende parte al progetto Folklub, un supergruppo folk di cui fanno parte elementi della band di Davide Van De Sfroos, dei Trenincorsa, dei Folkamiseria e dei Luf, con altri ospiti come Stefano "Cisco" Bellotti (1 giugno) e Davide Van de Sfroos (16 giugno).
Partecipa alle registrazioni dell'album La febbre incendiaria di Marco Cantini.
Partecipa alle registrazioni dell'album dei The Rumjacks Saints Preserve Us.
Nel 2019 oltre ad un'intensa attività live e di session player, per tanti artisti, assieme alla sua storica band Casa del vento porta avanti il progetto "Mare di mezzo" legato alla storia di una chitarra costruita con pezzi di legno di un barcone affondato a Lampedusa, assemblata dal liutaio Giulio Carlo Vecchini di Arezzo, e con la Casa del vento registra un brano ed un video al quale partecipano tantissimi nomi della musica ma anche del giornalismo e del teatro (Patti Smith, Carlo Lucarelli, Eugenio Finardi).
Nel 2020 si esibisce live con Alberto Fortis.
Il 21 gennaio 2021 pubblica "Cosmic rambler", il suo primo album solista per l'etichetta New model label di Ferrara. Si tratta di un cd di World music ed electro folk, dove Fry suona tutto e produce artisticamente assieme a Gino Generoso Pierascenzi, chitarrista dei Gasparazzo. Ospiti Francesco Di Bella (24 Grana), Patrizio Fariselli degli Area e Alfio Antico. Sempre nel 2021 viene pubblicato il suo primo romanzo In un elaborato impeto d'ira.

## Discografia

### Album

#### Fry Moneti
- 2021 - Cosmic Rambler

#### Alberto Sanna & Fry Moneti
- 2013 - Sul palco all'FBI CLUB (S'ardmusic)

#### Con la Casa del vento
- 2001 - 900 (con Stefano "Cisco" Bellotti)
- 2002 - Genova Chiama (EP)
- 2002 - Pane e Rose
- 2003 - Non in mio nome (EP)
- 2004 - Al di là degli alberi
- 2006 - Il grande niente
- 2008 - Il fuoco e la neve (raccolta con 6 inediti)
- 2009 - Articolo uno
- 2012 - Giorni dell'Eden
- 2015 - Semi nel vento
- 2016 - Né santi né padroni

#### Con i Modena City Ramblers
- 1997 - Terra e libertà
- 1998 - Raccolti
- 1999 - Fuori campo
- 2002 - Radio Rebelde
- 2004 - ¡Viva la vida, muera la muerte!
- 2005 - Appunti partigiani
- 2006 - Dopo il lungo inverno
- 2008 - Bella ciao - Italian Combat Folk for the Masses
- 2009 - Onda libera
- 2011 - Sul tetto del mondo
- 2012 - Battaglione Alleato, sia nei MCR che nei FryDa
- 2013 - Niente di nuovo sul fronte occidentale
- 2014 - 1994-2014 Venti
- 2015 - Tracce Clandestine
- 2017 - Mani come rami, ai piedi radici
- 2018 - Riaccolti
- 2023 - Altomare

### Partecipazioni
- 1997 - Gang in Fuori dal controllo: cori in Comandante
- 1997 - Tosca in Incontri e Passaggi: violino in Pane vino e lacrime
- 1998 - Lou Dalfin in Lo Viatge: violino in Set Saut, Seguida de Corentas
- 1998 - Bandabardò in Iniziali bì-bì: violino in Eva e Quello che parlava alla luna
- 1999 - Bandabardò in Barbaro tour: violino in Ubriaco canta amore
- 2001 - Cisco e la Casa del vento in 900: chitarra elettrica in A las barricadas e Io no
- 2001 - Altera, in Canto di spine - versi italiani del '900 in forma di canzone
- 2001 - Patrizio Fariselli in Lupi sintetici e strumenti a gas: violino in Pangea
- 2002 - Gangs of New York colonna sonora in Uncle Tom's Religion
- 2002 - Casa del vento in Il pane e le rose: chitarra elettrica in Genova chiama, Figli della montagna, Indios del mondo; banjo in Alla corte del re,  Zapata non è morto
- 2003 - Circobirò de i ratti della Sabina: saz in Il Mercante
- 2004 - Casa del vento in Al di là degli alberi: chitarra elettrica in Popolo unito, Canzone del maggio; banjo in Canzone del maggio; oud in migrantes; mandolino in Al di là degli alberi e Rachel and the storm.
- 2004 - La Tresca in Compagni di Strada: Caravanserraglio.
- 2006 - Crifiu in Terra e mare: chitarra elettrica
- 2006 - Casa del vento in Il grande niente: cori in Sul confine, chitarra elettrica e mandolino
- 2006 - Stefano "Cisco" Bellotti in La lunga notte: violino in Best
- 2007 - Graziano Romani in Tre Colori: mandolino nel brano Stesso Viaggio Stessa Città; mandolino e chitarra acustica nel brano Corre Buon Sangue.
- 2007 - Cristina Donà in La quinta stagione: chitarra a 12 corde; chitarra elettrica; mandolino; violino; bouzouki
- 2008 - violino in Siamo gli operai, brano inedito dedicato agli operai della Thyssen Krupp di Torino morti il 6 dicembre 2007
- 2008 - Rumba de bodas, violino in "Evenu Shalom"
- 2008 - Municipale Balcanica - Road To Damascus: in Road To Damascus: chitarra elettrica e saz, in Artigiana: violino, in Usti Usti Baba: chitarra elettrica
- 2009 - Almamediterranea - MaleBene: Sardabanda, Miseria e Nobiltà e Uomo o Brigante: violino e mandolino
- 2010 - Omar Pedrini in La Capanna dello Zio Rock: violino in Non è divertente e Lavoro inutile.
- 2011 - Almamediterranea - Popolo di onesti: Galera e La via del mare
- 2011 - Jason McNiff in April Cruel: Lovely Lea e Kissing In The Wind
- 2012 - Casa del Vento in Giorni dell'Eden: violino e mandolino in L'acrobata, chitarra acustica 12 corde in Hurrya, chitarra elettrica e mandolino in Just Breathe, chitarra elettrica in Rose di Marzo, bouzuki in L'inferno e la Bellezza.
- 2014 - Omar Pedrini in Che ci vado a fare a Londra?: violino in Veronica e Nonna Quercia folk band
- 2014 - Sonohra in Il Viaggio: violino in Il Viaggio e Cos'è la Felicità
- 2014 - brano strumentale solista in Pizzica la Taranta (Edizione 2014) allegato a Tv Sorrisi e Canzoni
- 2014 - Simone Agostini - Maka: violino in Mediterranea e Spring Dance
- 2015 - Casa del vento - Semi nel vento concerto live in Doccione (Chiusi della Verna)
- 2015 - Sonohra in #IlViaggioTourLive2015: violino in Il Viaggio (cd e dvd live)
- 2016 - The Clan in All in the name of folk: violino in Angel of the sea
- 2016 - Punkreas in Il Lato Ruvido: violino in Modena Milano
- 2016 - Marco Cantini - Siamo noi quelli che aspettavamo: violino in Technicolor
- 2018 - The Rumjacks in Saints Preserve Us
- 2018 - Marco Cantini - La febbre incendiaria: violino in Ida in lotta, L'orrore e Classe operaia. Mandolino in Manonera.
- 2019 - Salvo Anello - Non per rancore ma per gioco.
- 2019 - Folkamiseria - The Irish Side of Piemonte VOL. 2 (2019): violino in Paddy Lay Back
- 2019 - Il frikkettone 2.0 dei Folkabbestia insieme a Erriquez e Finaz della Bandabardò e Dudu dei Modena City Ramblers
- 2023 - Giacomo Lariccia, DIECI: violino nel brano Le déserteur
- 2023 - Marco Cantini - Zero moltiplica tutto: violino in Ballon d'essai, Quello che segue e Aventino

### Produzioni artistiche
- 2012 - Rossopiceno "Come cambia il Vento"
- 2015 - N'kantu d'Aziz "Meglio la terra"
- 2017 - 88folli "La stella"
- 2017 - Ultimobinario "Pioggia"